# Melchior Anderegg
Melchior Anderegg (Meiringen, 28 marzo 1828 – Meiringen, 8 dicembre 1914) è stato un alpinista svizzero.

## Biografia
Fu una grande guida alpina nelle prime ascensioni a molte importanti montagne nelle Alpi Graie, Pennine e Bernesi durante il periodo d'oro dell'alpinismo. I suoi clienti furono molti britannici, e tra questi i più famosi furono Leslie Stephen e Lucy Walker.

## Prime ascensioni
Ha compiuto la prima ascensione delle seguenti montagne:
- Wildstrubel, 3.243 m (Alpi Bernesi), 11 settembre 1858
- Rimpfischhorn, 4.199 m (Alpi Pennine), 9 settembre 1859
- Alphubel, 4.206 m (Alpi Pennine), 9 agosto 1860
- Blümlisalp, 3.664 m (Alpi Bernesi), 27 agosto 1860
- Monte Disgrazia, 3.678 m (Alpi Retiche), 23 agosto 1862[2]
- Dent d'Hérens, 4.171 m (Alpi Pennine), 12 agosto 1863[3]
- Punta Parrot, 4.432 m (Gruppo del Monte Rosa, Alpi Pennine), 16 agosto 1863[4]
- Balmhorn, 3.699 m (Alpi bernesi), 21 luglio 1864
- Zinalrothorn, 4.221 m (Alpi Pennine), 22 agosto 1864
- Punta Walker (Grandes Jorasses), 4.208 m (Massiccio del Monte Bianco), 30 giugno 1868[5]
- Mont Mallet, 3.988 m (Massiccio del Monte Bianco), 4 settembre 1871[6]

Ha compiuto la prima ascensione delle seguenti vie:
- via dei Grands Mulets e per la cresta delle Bosses al Monte Bianco, 29 luglio 1859[7]
- via normale francese al Monte Bianco, 18 luglio 1861[8]
- percorso esplorativo sopra Zmuttgrat del Cervino (1863)
- sperone della Brenva sul versante est del Monte Bianco, 15 luglio 1865, prima salita certa[9]
- traversata invernale del Finsteraarhorn, 4.273 m (1866)
- Civetta, 3.220 m (1867)
- prima invernale del Plattenhörner (1869)
- prima invernale del Galenstock, 3.583 m (1877)